# Poesía de código
La poesía de código es un área de la literatura que mezcla nociones de poesía clásica y código de computadora. A diferencia de la poesía digital, que utiliza de manera prominente las computadoras físicas, los poemas de código pueden o no ejecutarse a través de binarios ejecutables. Un poema de código puede ser interactivo o estático, digital o analógico. Los poemas de código pueden ser realizados por computadoras o humanos a través de palabras habladas y texto escrito. 
Los ejemplos de poesía en código incluyen: poemas escritos en un lenguaje de programación, pero legibles para humanos como poesía; código de computadora expresado poéticamente, es decir, sonoramente lúdico, breve o bello.
Una variedad de eventos y sitios web permiten al público general publicar poesía en código, incluido el Code Poetry Slam de la Universidad de Stanford, la página de PerlMonks Perl Poetry, y el Concurso Internacional de Código C Ofuscado. Hasta el momento, no existe una comunidad general en línea para los poetas codificadores, pero se han realizado algunos esfuerzos en redes sociales como ser Facebook. 